# Callophrys irus
Frosted Elfin (Callophrys irus) là một loài bướm đặc hữu của Bắc Mỹ thuộc họ Lycaenidae.
Sải cánh dài 2,5-3,2 cm), cánh sau có một đuôi ngắn
Có một lứa trong năm từ tháng 3 đến tháng 4 ở phía nam và tháng 5-6 ở phía bắc. Ấu trùng ăn các loài thuộc họ Fabaceae, indigo (Baptisia tinctoria), lupine (Lupinus perennis) and rattlebox (Crotalaria sagittalis).
Chúng phân bố ở Maine về phía tây qua New York và Michigan đến Wisconsin, về phía nam dọc theo bờ Đại Tây Dương về phía tây đến Louisiana và đông Texas.